# Estados Unidos de Banana
Estados Unidos de Banana es una novela posmoderna, escrita por la autora puertorriqueña Giannina Braschi, sobre el capitalismo estadounidense.
Esta novela vislumbra la crisis fiscal y de deuda pública de Puerto Rico como el principio de la desintegración del «Imperio Americano». Es una tragicomedia de la literatura posterior al 9-11.
La obra parodia las dinámicas cambiantes entre los Estados Unidos, España, América Latina y el Caribe, con un guiño a las influencias económicas en ascenso de China. En United States of Banana, Braschi hace un viaje cultural sobre los hispanos que viven en Estados Unidos. En el libro presenta una historia de ficción que tiene lugar en la Estatua de la Libertad en la Ciudad de Nueva York post 11/9, donde Hamlet, Zaratustra, y Giannina están en una búsqueda para liberar al prisionero puertorriqueño Segismundo. Segismundo ha sido encarcelado durante más de cien años, escondido por su padre, el rey de Estados Unidos de Banana, por el delito de haber nacido.
La primera sección (“Zona Cero”) surge de que Braschi vivía en el bajo Manhattan, a dos cuadras de donde tuvieron lugar los ataques terroristas del 11 de septiembre en las Torres Gemelas. "La destrucción de lo que aconteció en Nueva York le hizo ver la realidad del mundo de otra manera, por lo que el libro refleja corrientes de acción y pensamiento que hoy se están viendo manifestadas en las protestas del movimiento Occupy Wall Street y su repudio hacia la avaricia y los bancos. Pero para Braschi, hay también formándose un nuevo esquema político mundial.”
"Los Estados Unidos de Banana vivirán el ocaso absoluto de su imperio. Y Puerto Rico será el primer Estado Libre Asociado incorporado a medias en alcanzar su independencia. Luego vendrá Liberty Island, luego Mississippi Burning, Texas BBQ, Kentucky Fried Chicken, New York Yankees, Jersey Devils, una lista interminable que se querrá separar, divorciarse. Las cosas no irán bien para la república bananera cuando se rompan los grilletes y las cadenas de la democracia y se dé rienda suelta a los perros de la guerra. La separación, el divorcio, la desintegración de sujetos que ya nada importan -tan solo verbos, tan solo acción-. Los americanos caminarán como pollos decapitados", dice Braschi.

## Teatro, video, y cómic
Desde el libro al teatro, al video, y al cómic, Estados Unidos de Banana insinúa el fin de los Estados Unidos y la liberación de Puerto Rico.
- Estados Unidos de Banana fue adaptada al teatro por el colombiano Juan Pablo Félix y fue producida por Actors Equity Association en la Universidad de Columbia (Nueva York, 2015).[12]
- Michael Somoroff dirigió una serie de videos cortos sobre Estados Unidos de Banana por el Instituto Cervantes (Nueva York, 2011).
- Joakim Lindengren, un artista de Suecia, convirtió el texto en cómicas (Gotemburgo, Suecia, 2016).